# باب کوچرا
باب کوچرا (انگلیسی: Bob Kucera؛ زادهٔ ۱۶ نوامبر ۱۹۴۴) یک سیاست‌مدار اهل استرالیا است.